# 브라이언 켄드릭
브라이언 켄드릭(Brian Kendrick, 1979년 5월 29일 ~ )은 미국의 프로레슬링선수다. 피니쉬는 더 켄드릭(슬라이스드 브래드 #2), 슈팅 스타 프레스, 코브라 클러치 위쓰 바디시저스, 캡틴즈 훅/불리 초크(리버스 친락)로 네 가지 피니쉬를 사용한다.

## 신체 사항
- 키 173cm
- 몸무게 83kg

## 수상
- WWE 태그팀 챔피언 (구 버전) 1회
- WWE 월드 태그팀 챔피언 (구 버전) 1회
- WWE 크루저웨이트 챔피언 (신 버전) 1회
- TNA X-디비전 챔피언 1회